# 北杨集镇
北杨集乡，是中华人民共和国河南省周口市沈丘县下辖的一个乡镇级行政单位。

## 行政区划
北杨集乡下辖以下地区：
杨集村、三姓营村、打渔王村、宋阁村、倪寨村、于庄村、谷孟庄村、贾庄村、王郝庄村、谷林庄村、林寨村、赵桥村、毛寨村、大卞庄村、单尤庄村、韩吴庄村、北王庄村、马李堂村和梅刘庄村。